# Alexandra Sundqvist

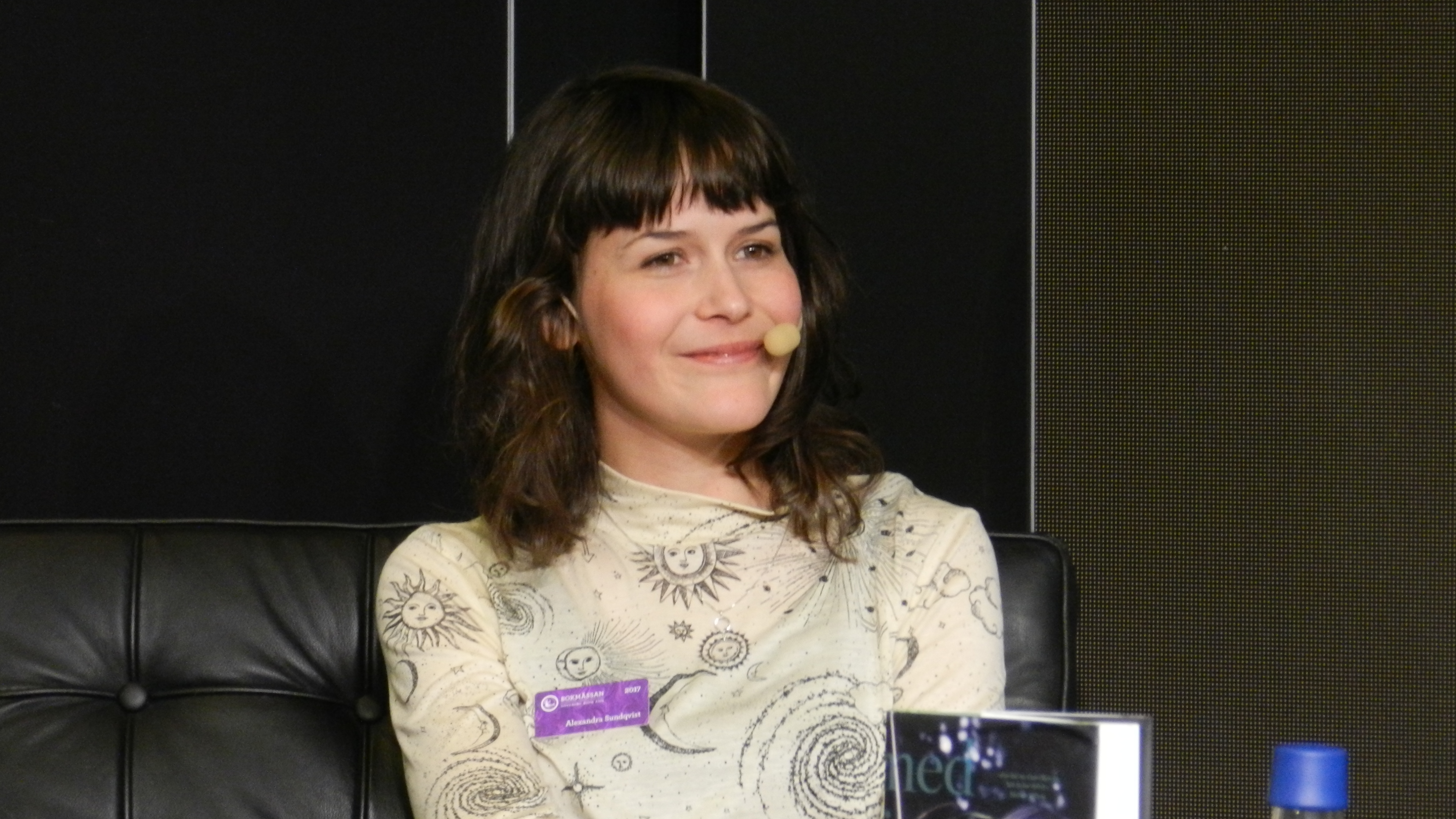
Alexandra Sundqvist vid Bok- och biblioteksmässan 2017.

Alexandra Sundqvist, född 3 november 1986 i Norrbotten, är en svensk kulturjournalist, poet och författare. Hon har skrivit om musik, litteratur, serier och film i dagspress och magasin sedan 2004 för bland annat Dagens Nyheter, Expressen, Sonic Magazine och Svenska Dagbladet.

## Biografi
Sundqvist debuterade som författare 2017 med biografin Barbro Hörberg: med ögon känsliga för grönt på Ordfront förlag.
Hon har även medverkat i och medproducerat föreställningen "Med ögon känsliga för grönt – en musikalisk biografi om Barbro Hörberg" som hade premiär på Storsjöyran 2017.
Hon är kritiker i DN Kultur och har också gjort radiodokumentärer för P2.
Sundqvist skrev även förordet till Sara Lundbergs Fågeln i mig flyger vart den vill om konstnären Berta Hanssons livsöde. Boken fick Augustpriset i Barn- och ungdomskategorin 2017.
I mars 2021 kom hennes första skönlitterära bok, den prosalyriska romanen "Tvångsamheten".
Våren 2022 gav hon ut diktsviten "Förlora & fauna" på Pamflett förlag. 
Hösten 2024 är hon aktuell med diktsamlingen "Matriarkenmarken".